# Alta Floresta
Alta Floresta es un municipio del brasileño del estado de Mato Grosso. Según el censo del IBGE del año 2016, la población era de 50 082 habitantes.